# Theobald de Oude
Theobald de Oude (ca. 880-943) geldt als de stamvader der Theobalders. Hij was burggraaf van Blois, Tours en Troyes, en lekenabt van Saint-Florent. In 904 kocht hij Chartres van de Vikingen.
In zijn eerste huwelijk was Theobald getrouwd met een onbekende vrouw, zij kregen een zoon:
- Theobald, opvolger van zijn vader

In zijn tweede huwelijk was Theobald getrouwd met Richildis, dochter van Hugo van Bourges, die na zijn dood hertrouwde met Roger van Maine. Theobald en Richildis kregen de volgende kinderen:
- Richard, aartsbisschop van Bourges.
- een dochter, Roscille, in haar eerste huwelijk (voor 950) getrouwd met hertog Alan II van Bretagne, in haar tweede huwelijk (in 954) getrouwd met Fulco II van Anjou als zijn tweede vrouw